# Igor Tawryczewski
Igor Tawryczewski (ur. 21 stycznia 1927 w Bydgoszczy, zm. 12 stycznia 1989) – polski architekt, uczestnik odbudowy Wrocławia w latach 1952-1964.

## Życiorys
Urodził się 21 stycznia 1927 r. w Bydgoszczy. Studiował na Wydziale Architektury Politechniki Wrocławskiej, który ukończył w 1951 r. Po studiach pracował w Państwowym Przedsiębiorstwie Budowlanym - Wrocław (1951-1954 r.), następnie w Miastoprojekcie Wrocław, gdzie pełnił funkcję architekta i kierownika zespołu projektowego. W tym czasie współprojektował - m.in. z Jadwigą Grabowską-Hawrylak i z żoną Marią Tawryczewską - wiele znaczących dla miasta obiektów, które dzisiaj są ikonami powojennej wrocławskiej architektury modernistycznej. Kilka z nich zostało m.in. nagrodzonych: Dom Naukowca na Placu Grunwaldzkim otrzymał dwie nagrody - tytuł "Mister Wrocławia" w 1960 r. i "Budynek Roku" w 1961 r., zaś budynek przy ul. Grabiszyńskiej uzyskał wyróżnienie w plebiscycie "Mister Wrocławia" w 1963 r. W 1964 r. Igor Tawryczewski wyjechał z żoną do Londynu, gdzie ukończył studium podyplomowe a AA School of Architecture (1967 r.) i pracował w zawodzie. Po powrocie do Polski w 1979 r. zamieszkał z żoną Marią Tawryczewską w Warszawie, gdzie pracował jako projektant do 1989 r. w Miastoprojekt-Budopol.
Był architektem, urbanistą i dydaktykiem - od 1979 r. wykładał na Wydziałach Architektury Warszawskiej, Szczecińskiej i Poznańskiej. W latach 1961–1963 prezes SARP O/Wrocław. 

## Wybrane realizacje
Osiedle Kołłątaja we Wrocławiu (1955-1958 r.) - współautorzy: Jadwiga Grabowska-Hawrylak, Edmund Frąckiewicz, Maria Tawryczewska, w tym:
Mezonetowiec, ul. Kołłątaja 9-12 (1958-1960 r.),
budynek przy ul. Kołłątaja 27-30,
budynek przy ul. Kołłątaja 34-35 / ul. Podwale 58-60.
Dom Naukowca na Placu Grunwaldzkim we Wrocławiu - budynek mieszkalno-usługowy z mieszkaniami dla pracowników Politechniki Wrocławskiej; współautorzy: Jadwiga Grabowska-Hawrylak, Edmund Frąckiewicz, Maria Tawryczewska, (1958-1960 r.).
Osiedle Gajowice we Wrocławiu; współautorzy: Jadwiga Grabowska-Hawrylak, Edmund Frąckiewicz, Maria Tawryczewska, Maria Kiełczewska, Witold Maciejewski (1960-1968 r.).
Budynek mieszkalny przy ul. Grabiszyńskiej 164 we Wrocławiu; współautorka: Maria Tawryczewska (1963 r.).
Budynek mieszkalny przy ul. Tadeusza Kościuszki 36-42 we Wrocławiu; współautorzy: Edmund Frąckiewicz, Jadwiga Grabowska-Hawrylak, Maria Tawryczewska (początek lat 60).

## Galeria

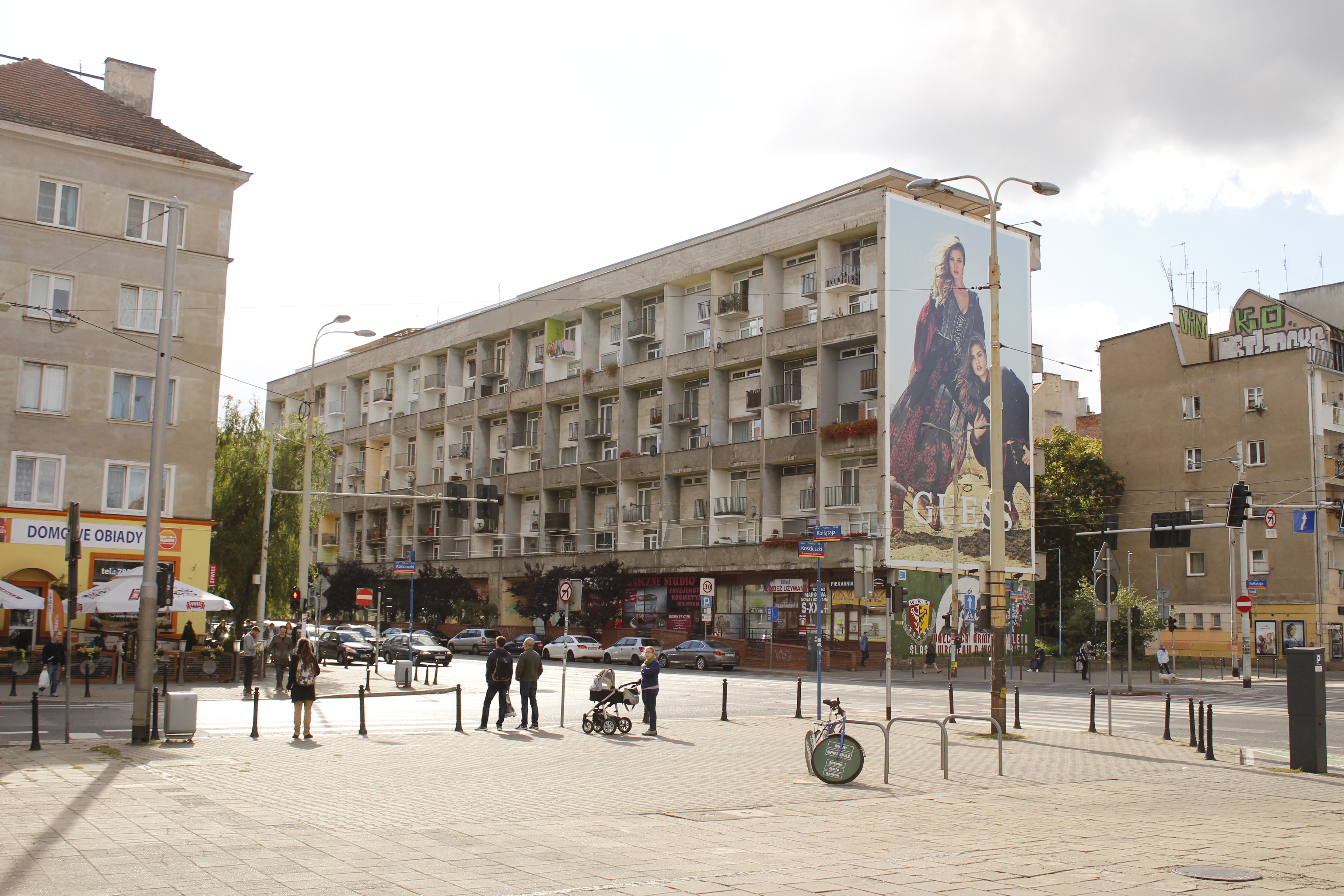
Mezonetowiec we Wrocławiu
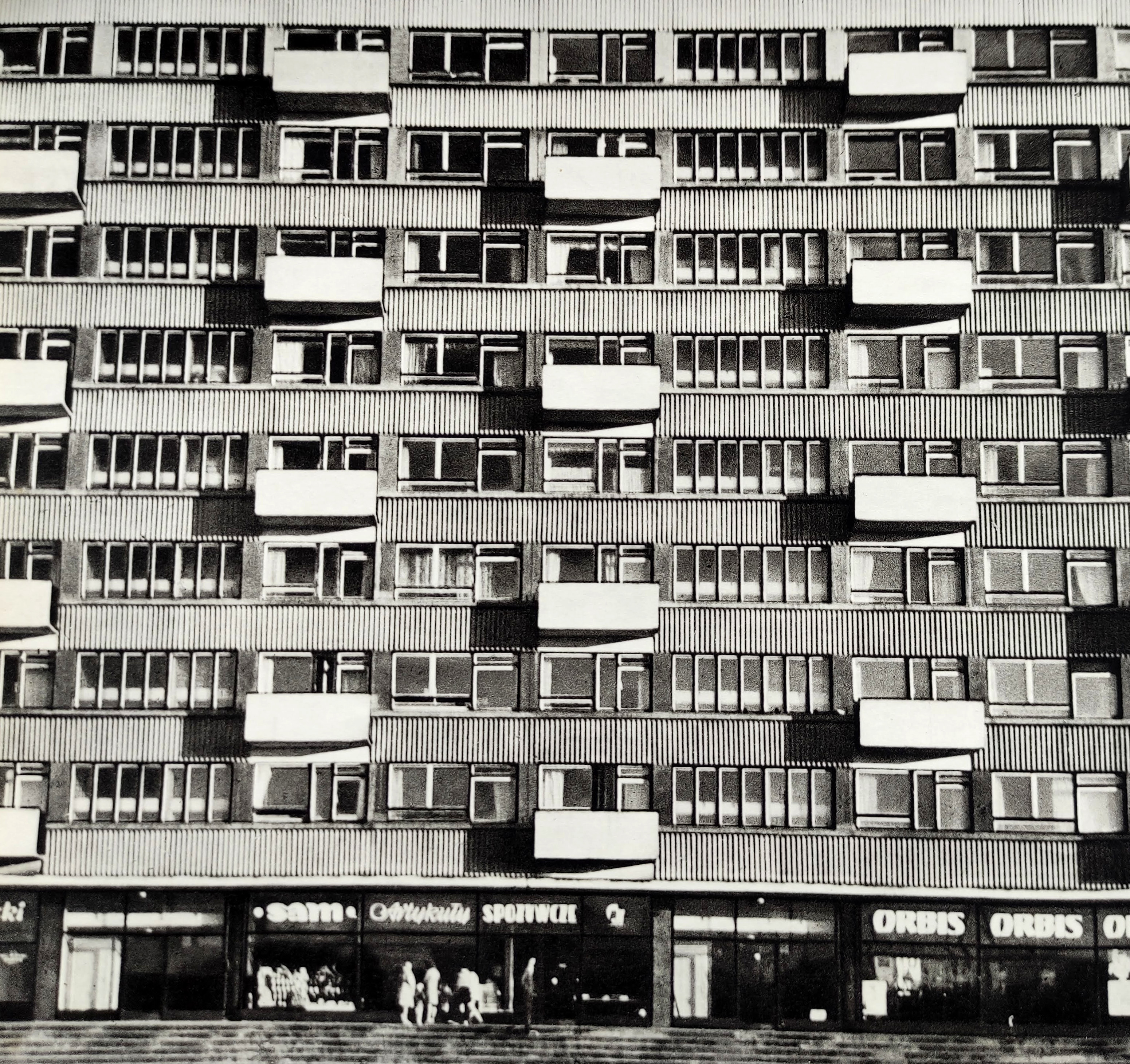
Elewacja Domu Naukowca we Wrocławiu
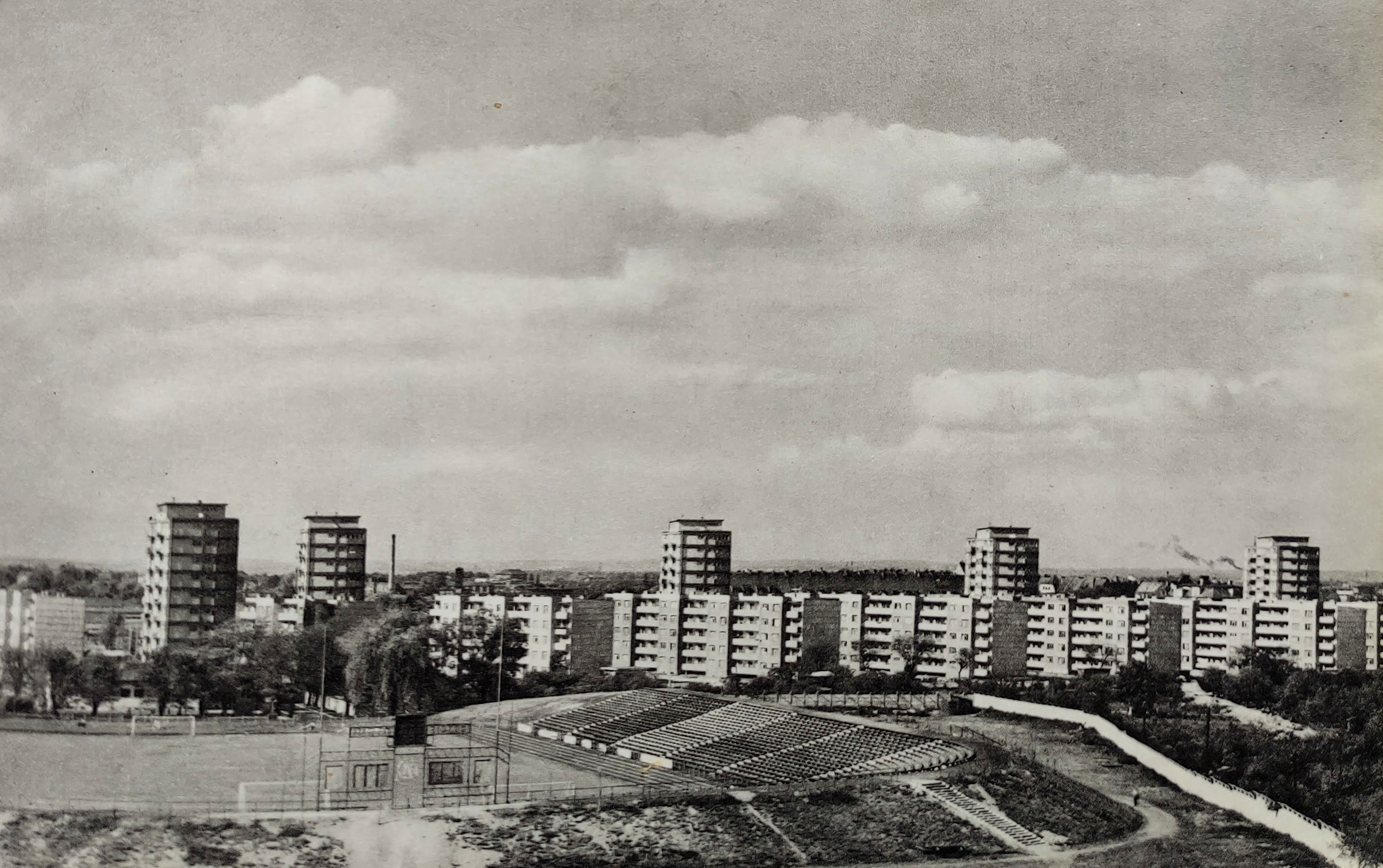
Panorama modernistycznej zabudowy Gajowic
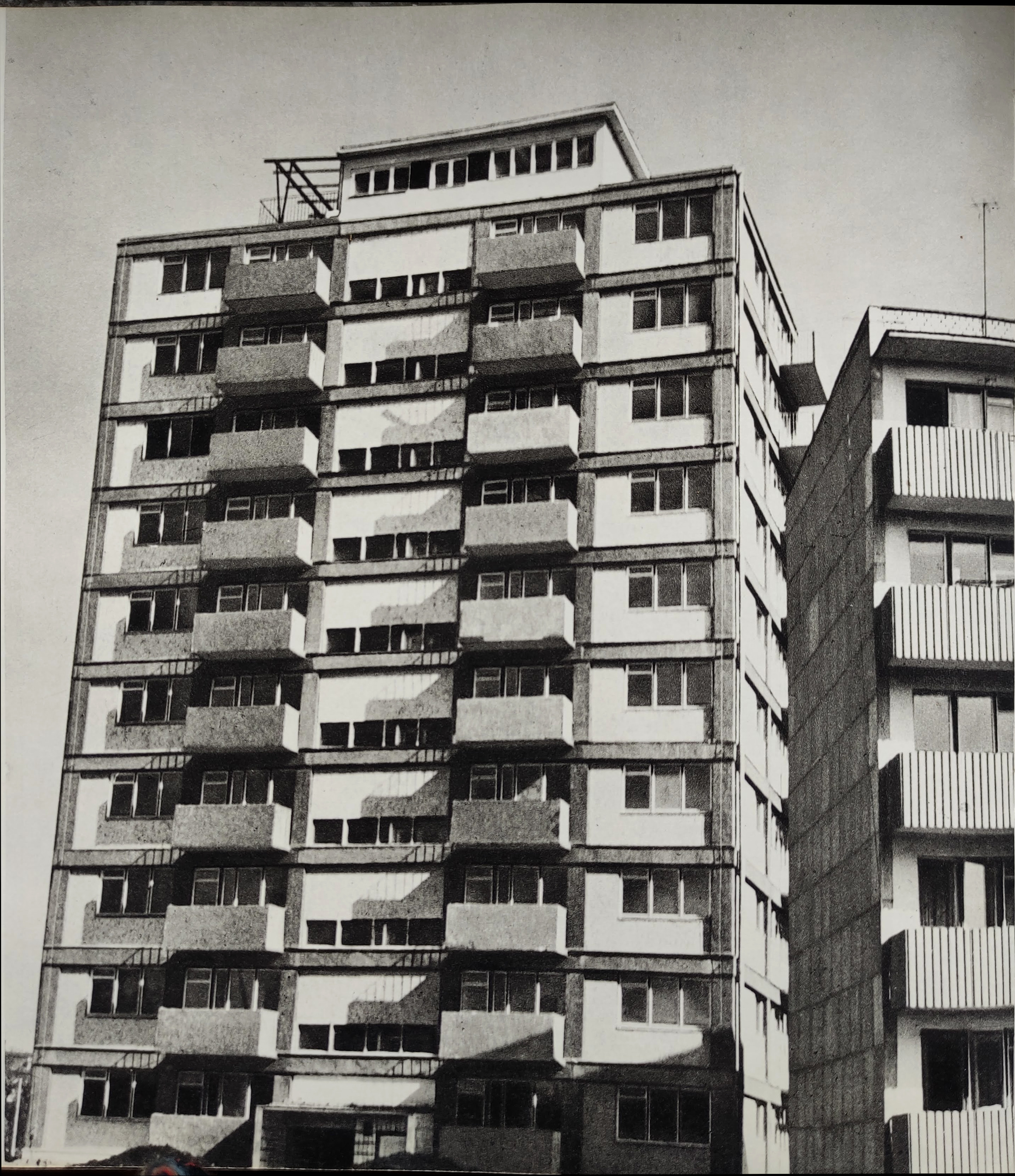
Wieżowiec przy ul. Grabiszyńskiej 164
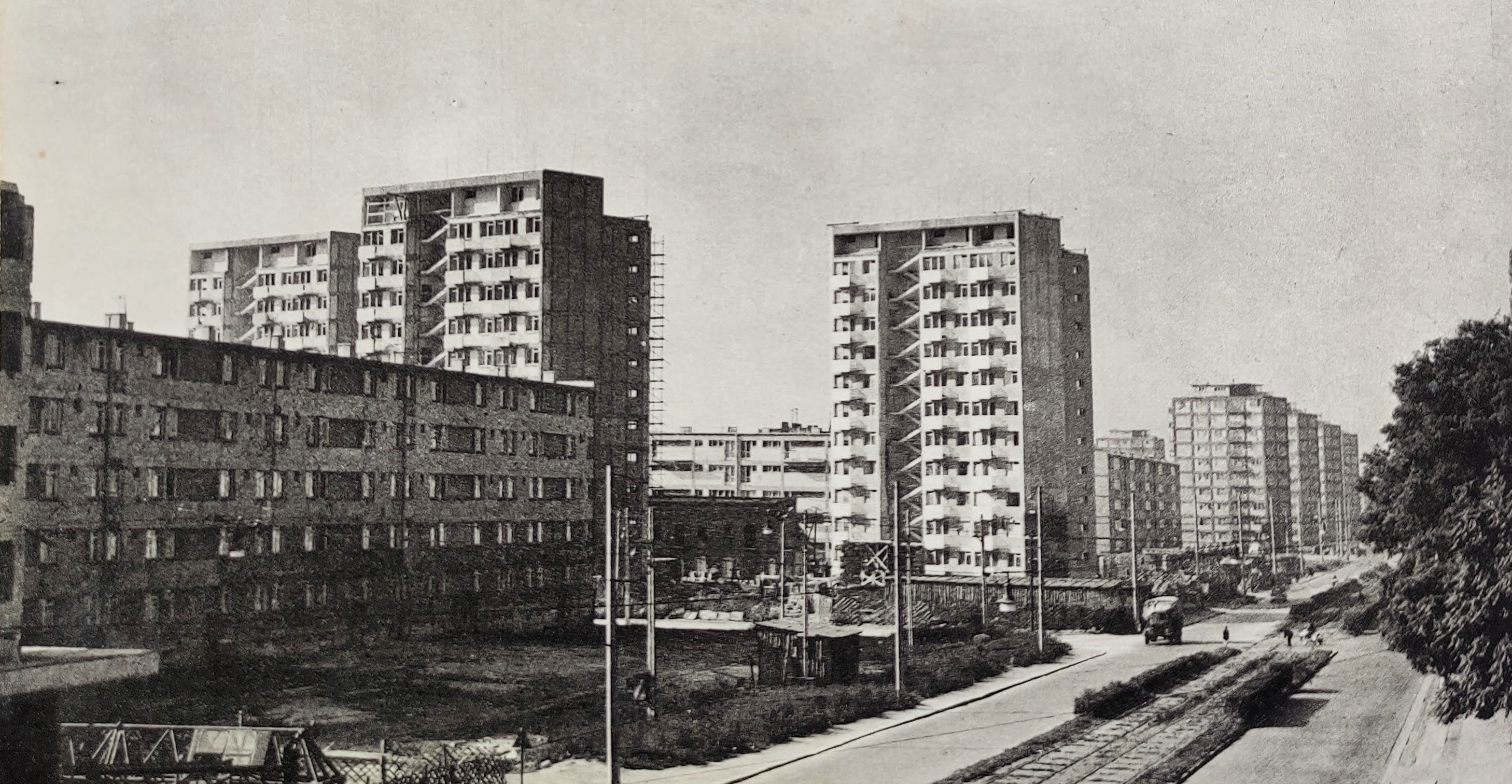
Wieżowce przy ul. Grabiszyńskiej